# Philip Hammond

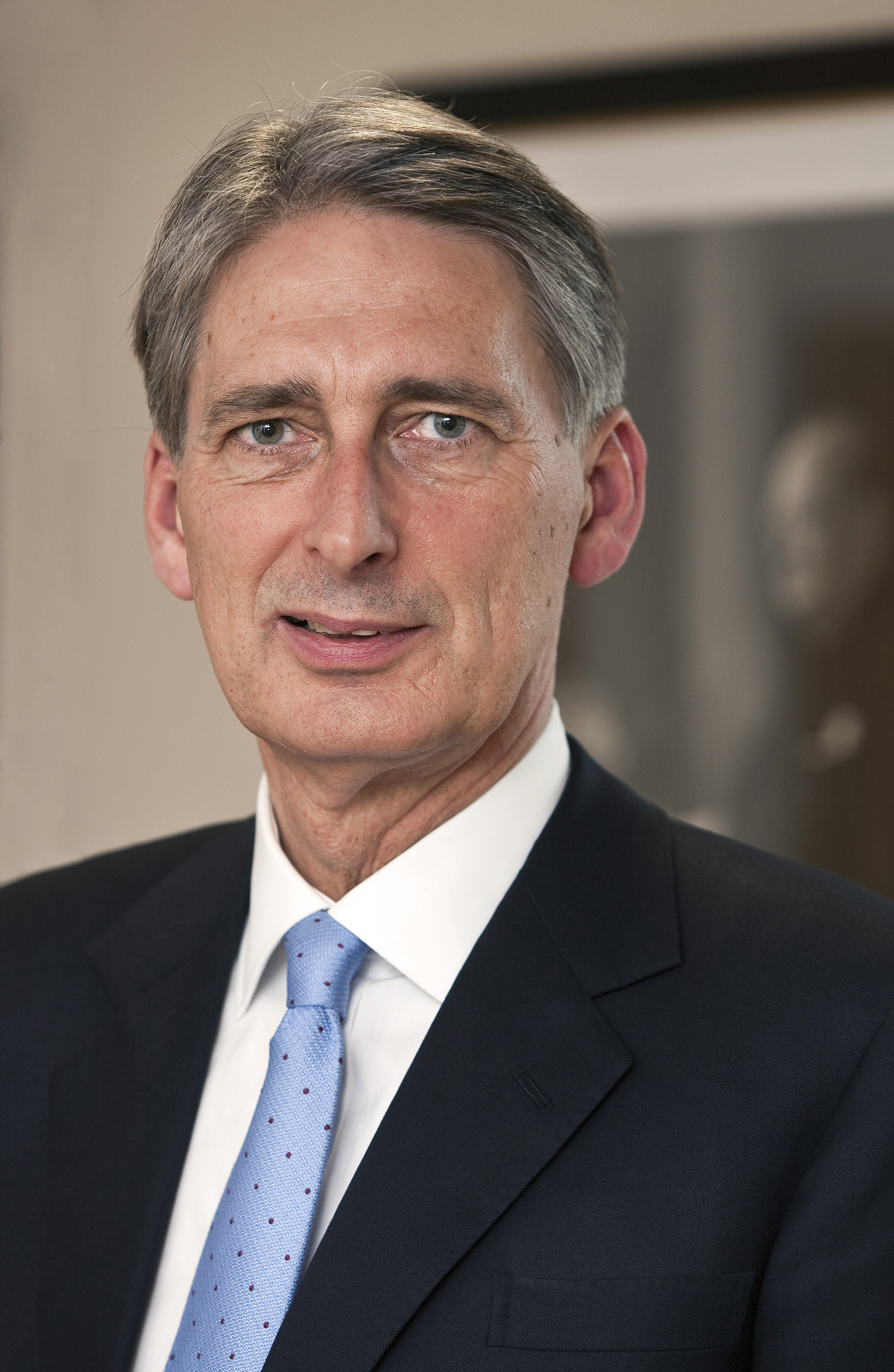
Philip Hammond (2011)

Philip Anthony Hammond, Baron Hammond of Runnymede (* 4. Dezember 1955 in Epping, Essex), ist ein britischer Wirtschaftsmanager und Politiker. Von 1997 bis 2019 war Hammond für die Conservative Party Mitglied des britischen Unterhauses und vertrat dort den Wahlkreis Runnymede and Weybridge. Er war von Mai 2010 bis Juli 2019 Regierungsmitglied, zuerst als Verkehrs-, ab 2011 als Verteidigungs- und ab Juli 2014 als Außenminister. Von Theresa May wurde er am 13. Juli 2016 zum Schatzkanzler berufen. Am 24. Juli 2019 trat Hammond von diesem Amt zurück, am 4. September 2019 wurde er aus seiner Fraktion ausgeschlossen. Seit 2020 ist er als Life Peer Mitglied des britischen Oberhauses.

## Leben

### Wirtschaftsmanager und Abgeordneter
Nach dem Besuch einer lokalen staatlichen Schule begann er im Oktober 1974 mit einem Studium der Philosophie, Politik und Ökonomie an der University of Oxford. Nach dem Ende des Studiums war er als Mitarbeiter in einem kleinen Pharmaunternehmen tätig.
Seine politische Laufbahn begann 1979 als Freiwilliger im Wahlkampf der Conservative Party im heutigen Wahlkreis Westminister North, den die Konservativen damals mit nur 106 Stimmen Vorsprung gewannen. Später wurde er Vorsitzender der Wahlkreisvereinigung. Beruflich war er in zahlreichen Wirtschaftszweigen (Wohnungsbau, produzierendes Gewerbe, Gesundheitsvorsorge, Öl- und Gasunternehmen) tätig.
Am 9. Juni 1994 kandidierte er erstmals bei einer Nachwahl (By-election) selbst für einen Sitz im Unterhaus im Wahlkreis Newham North East, unterlag jedoch dem Kandidaten der Labour Party, Stephen Timms, der 74,97 Prozent der Wählerstimmen erzielte. Daneben war er Berater der Weltbank in Lateinamerika sowie zuletzt von 1995 bis 1997 Berater der Regierung von Malawi.
Bei den Unterhauswahlen 1997 wurde er schließlich erstmals zum Abgeordneten des Unterhauses (House of Commons) gewählt und vertritt dort seitdem den Wahlkreis Runnymede and Weybridge. Zuletzt wurde er bei den Wahlen am 8. Juni 2017 mit 60,9 Prozent der Stimmen wiedergewählt.

### Schattenkabinett und Aufstieg zum Minister
Im Juni 1998 wurde er zum Mitglied des Schattenkabinetts der Conservative Party berufen und war zuerst „Schattengesundheitsminister“, ehe er von September 2001 bis 2002 Schattenminister für Handel und Industrie und für Kleinunternehmen war. Danach war er zwischen 2002 und 2005 Schattenminister für lokale Verwaltung und Regionen sowie anschließend Schatten-Chefsekretär des Schatzamtes. Daraufhin wurde er im Dezember 2005 Schattenminister für Arbeit und Rente und schließlich zwischen Juli 2007 und Mai 2010 erneut Schatten-Chefsekretär des Schatzamtes.
Nach dem Wahlsieg der Conservative Party bei den Unterhauswahlen 2010 wurde er am 11. Mai 2010 von Premierminister David Cameron zum Verkehrsminister in dessen erstes Kabinett berufen. Seine Ernennung war überraschend, da die bisherige Schattenverkehrsministerin und frühere Abgeordnete des Europäischen Parlaments Theresa Villiers nicht zur Ministerin, sondern lediglich zur Staatsministerin im Verkehrsministerium ernannt wurde.
Unmittelbar nach seiner Ernennung zum Minister verkündete er das Ende des „Krieges“ der bisherigen Labour-Regierung von Gordon Brown gegen den Kraftfahrzeugverkehr. Insbesondere sollten drastische Preiserhöhungen von Benzin infolge von Ölpreisschwankungen ausgeschlossen werden.

### Verteidigungs- und Außenminister

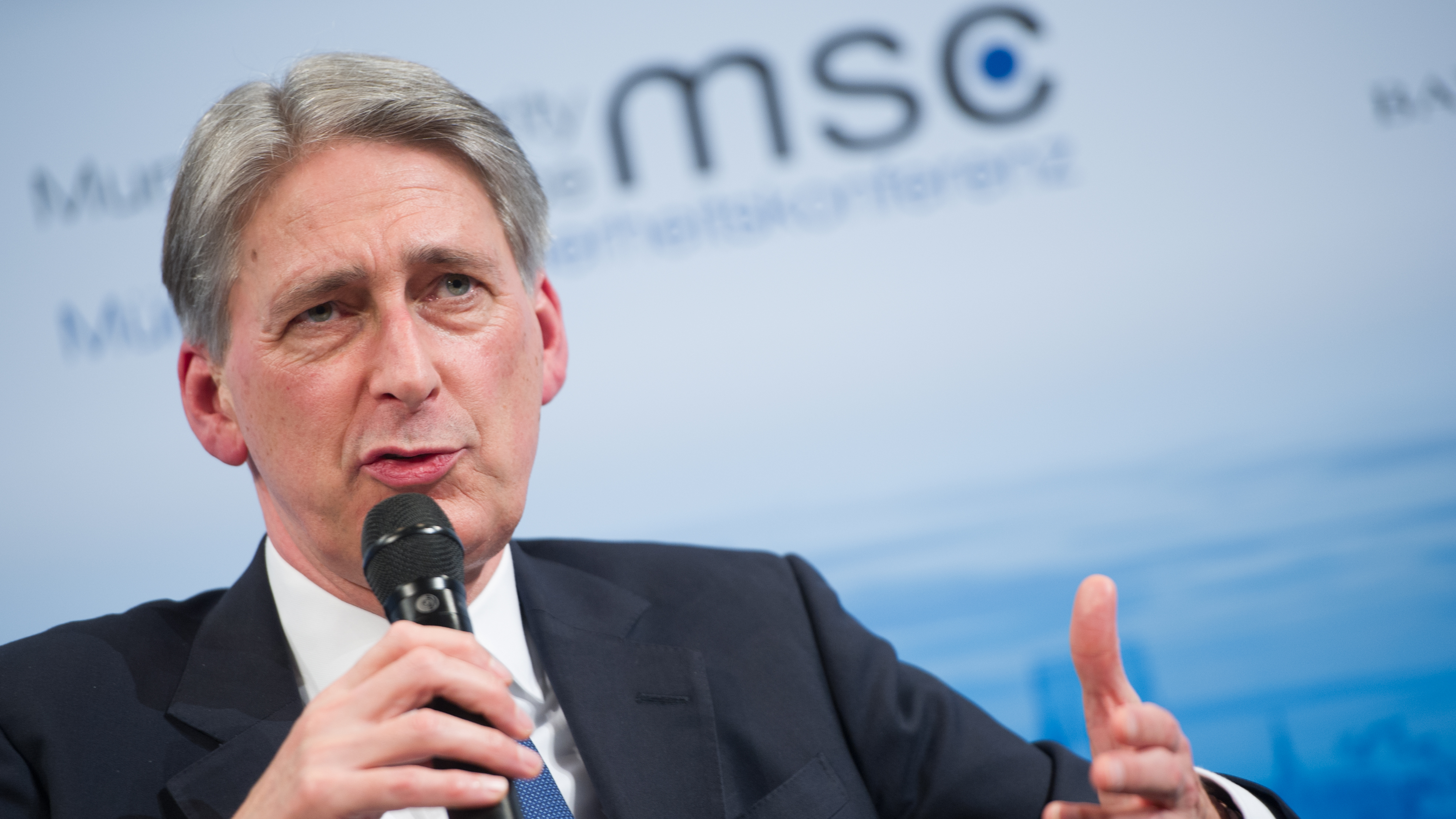
Philip Hammond während der Münchner Sicherheitskonferenz 2016

Nach dem Rücktritt von Liam Fox als Verteidigungsminister am 14. Oktober 2011 übernahm Hammond dessen Ministerium. Seine Nachfolgerin als Verkehrsministerin wurde Justine Greening.
In dieser Zeit machte Hammond mehrmals seine ablehnende Haltung gleichgeschlechtlichen Ehe öffentlich und geriet in die Kritik, als er in einer Diskussion diesen Punkt gemeinsam mit Inzest thematisierte. Hammond kritisierte ebenso Premierminister Cameron für dessen unterstützende Haltung zur gleichgeschlechtlichen Ehe. Hammond argumentierte, dass sich dies negativ auf das Profil der Conservative Party auswirken würde.
Im Rahmen einer großen Kabinettsumbildung am 14. Juli 2014 machte Premierminister David Cameron Hammond als Nachfolger William Hagues zum Außenminister. Neuer Verteidigungsminister wurde Michael Fallon. Hammond galt bei Amtsantritt als EU-skeptisch. Während der Kampagne für das EU-Mitgliedschaftsreferendum im Vereinigten Königreich 2016 sprach er sich allerdings für einen Verbleib in der Europäischen Union aus.
Nach der Unterhauswahl am 7. Mai 2015 blieb Hammond in gleicher Funktion in der neu gebildeten zweiten Regierung Cameron.

### Schatzkanzler
Theresa May wurde am 13. Juli 2016 Premierministerin; am gleichen Abend berief sie Hammond als Schatzkanzler in ihr Regierungskabinett.
Hammond ist (Stand November 2016) einer der wenigen konservativen Politiker, die noch kritisch über den Brexit reden. Hammond hat mehrfach darauf hingewiesen, dass der Austritt unter Umständen schmerzhaft werde.
Hammond gilt (Stand Oktober 2017) als eine der wichtigsten Stimmen des gemäßigten Flügels der Konservativen, die für einen weichen Brexit plädieren und für eine Übergangsphase im Verhältnis zur EU. Er prognostiziert, ein harter Brexit werde wirtschaftliche Erschütterungen zur Folge haben. Konservative Medien werfen Hammond deshalb "Verrat" vor. Nachdem Theresa May ihren baldigen Rücktritt angekündigt hatte, wurde Hammond als Kandidat für ihre Nachfolge gehandelt und zeigte sich diesem Vorhaben gegenüber nicht gänzlich abgeneigt. Letztendlich verzichtete er jedoch auf eine Kandidatur in der parteiinternen Abstimmung.
In einem BBC-Interview am 21. Juli 2019 erklärte er, dass er von seinem Ministeramt zurücktreten werde, sollte Boris Johnson Premierminister werden. Als Grund nannte er seine grundsätzliche Ablehnung eines no-deal-Brexits, d. h. eines EU-Austritts ohne zugehöriges Abkommen mit der EU. Mit der Übernahme der Amtsgeschäfte durch Johnson am 24. Juli trat Hammond von seinem Posten zurück.

### Ausschluss aus Fraktion
Nachdem Hammond am 3. September 2019 entgegen der Regierungslinie für eine von der Opposition eingebrachte Gesetzesinitiative zur Verhinderung eines EU-Austritts ohne Abkommen gestimmt hatte, wurde er, gemeinsam mit 20 weiteren Abgeordneten seiner Partei, am 4. September 2019 aus der Parlamentsfraktion ausgeschlossen. Seine lokale Parteiorganisation, die ihm erst wenige Tage zuvor ihr Vertrauen ausgesprochen hatte, widerrief dies daraufhin mit der Folge, dass er bei der nächsten Wahl nicht mehr hätte nominiert werden können. Hammond hatte bereits im Vorfeld angekündigt, gegen derartige Entscheidungen und Ausschlüsse den „Kampf seines Lebens“ führen zu wollen.
Obwohl Hammond seine Präferenz äußerte, bei der nächsten Wahl als Kandidat der Conservative Party antreten zu wollen, signalisierte er ab Anfang Oktober auch die Bereitschaft, die Gründung einer eigenen Partei in Erwägung zu ziehen. Als mögliche Mitstreiter bei diesem Vorhaben wurden Amber Rudd und David Gauke genannt. Am 5. November 2019 gab Hammond bekannt, bei der Unterhauswahl 2019 nicht erneut antreten zu wollen.

### Rückkehr in die Privatwirtschaft
Wenige Tage nach seinem Ausscheiden aus dem House of Commons nahm Hammond einen Job in der Führungsetage des irischen Unternehmens Ardagh Group an. Darüber hinaus wurde er als Berater für die britische Bank OakNorth aktiv.

### Sitz im Oberhaus
Wie im Februar 2020 bekannt wurde, hat Boris Johnson Hammond gemeinsam mit Kenneth Clarke für die Erhebung zum Life Peer vorgeschlagen haben. Am 30. September 2020 wurde er entsprechend als Baron Hammond of Runnymede, of Runnymede in the County of Surrey, in den persönlichen Adelsstand der Peerage of the United Kingdom erhoben und ist dadurch seither Mitglied des Oberhauses (House of Lords).